# Lee Sedol
Lee Se-dol (koreanska: 이세돌; född 2 mars 1983, är en sydkoreansk professionell Gospelare, rankad 9-dan. I februari 2016 rankades han på andra plats i internationella titlar (18), bakom endast Lee Chang-ho (21). Hans smeknamn är "den starka stenen" ("Ssen-dol"). Lee fick stor uppmärksamhet i mars 2016 när han spelade mot AlphaGo och förlorade med 4–1 i matcher.